# CellFactor: Revolution
CellFactor: Revolution is een FPS-sciencefictionspel van Artificial Studios en Immersion Games uit 2007.

## Spel
De omgeving in CellFactor: Revolution kan volledig vernietigd worden. Hiervoor heeft de speler een heel arsenaal aan wapens en voertuigen tot zijn beschikking. Met de buitengewone kracht van de personages kan de speler voorwerpen optillen en samenvoegen tot een grote vliegende bal van voorwerpen. Deze kan hij vervolgens over de grond uitgooien of gebruiken om zijn tegenstanders mee te bestoken, waarbij grote kraters in de grond geslagen worden en puin in het rond vliegt.
Het spel bevat vijf levels, waarvan er twee speelbaar zijn zonder PhysX-kaart.
Het spel is alleen in een lokaal gebiedsnetwerk (LAN) of door één speler te spelen, omdat de multiplayermodus te veel bandbreedte zou vereisen. Wel is het mogelijk om een virtueel LAN te maken met Hamachi om zo met twee tot vier personen toch een soort multiplayerbeleving te ervaren.